# Vasco Almeida e Costa
Vasco Fernando Leote de Almeida e Costa, em chinês tradicional: 高斯達, GCIH • GCL (Lisboa, São Sebastião da Pedreira, 26 de Julho de 1932 – Lisboa, Prazeres, 25 de Julho de 2010) foi um oficial naval e político português que desempenhou vários cargos públicos, tais como Ministro da Administração Interna (1975–1976), Primeiro-Ministro interino (1976) e Governador de Macau (1981–1986).

## Infância e juventude
Vasco Fernando Leote de Almeida e Costa, nasceu na madrugada do dia 26 de Julho de 1932, na freguesia de São Sebastião da Pedreira, concelho de Lisboa, era filho ilegítimo de Américo João de Almeida e Costa, comerciante, natural de São João de Rei, Póvoa de Lanhoso e de Julieta da Conceição Leote, natural de Novo Redondo (atual Sumbe), Angola. Foi legitimado e reconhecido pelo seu pai, em 1 de agosto de 1950. Há data do seu nascimento, o seu pai era casado com Olívia Isabel da Silva Pereira.
Frequentou o Colégio Militar entre 1943 e 1950. Almeida e Costa casou em Viana do Castelo, Meadela, na Capela de São Vicente, a 11 de Janeiro de 1959 com Maria Claudiana da Costa de Faria Araújo.

## Carreira militar e Revolução dos Cravos
Vasco de Almeida e Costa foi destacado para combater em Goa e na Guiné-Bissau, onde foi distinguido com a Cruz de Guerra de 1.ª classe. Após a Revolução dos Cravos de 25 de Abril de 1974, participou activamente na política portuguesa, tendo desempenhado um papel importante durante o período da descolonização portuguesa, foi ainda diretor do STAPE (Secretariado Técnico para os Assuntos do Processo Eleitoral), onde Almeida e Costa foi diretamente responsável pela organização do processo eleitoral da Assembleia Constituinte, tendo nessa altura sido nomeado conselheiro da Revolução.

## Ministro e Primeiro-Ministro interino
Serviu como Ministro da Administração Interna durante o governo de José Pinheiro de Azevedo, entre 19 de Setembro de 1975 e 23 de Julho de 1976. Em 23 de Junho de 1976, tornou-se 149.º Primeiro-Ministro interino após Pinheiro de Azevedo ter sofrido um ataque cardíaco durante a sua campanha presidencial, tendo-se mantido em funções até ao fim do mandato de Pinheiro de Azevedo, quando foi substituído por Mário Soares, o Primeiro-Ministro eleito democraticamente, no dia 23 de Julho de 1976.

## Governador de Macau
Almeida e Costa foi ainda o 134.º Governador de Macau, de 16 de Junho de 1981 a 15 de Maio de 1986, que assinalou o início de um período de arranque de projetos importantes para a modernização do território, antes da entrega da soberania à China, tais como a nova Taipa e o aeroporto, entre outros empreendimentos. Durante o seu governo, ocorreu a primeira e única dissolução da Assembleia Legislativa de Macau (AL), em 1984. Esta dissolução polémica, aconselhada por ele e aprovada pelo Presidente português Ramalho Eanes, foi consequência dum conflito político entre ele e Carlos d'Assumpção, que na altura era o presidente da AL. Este invulgar conflito causou uma situação de grande desconforto entre a comunidade macaense e portuguesa. O Governador salientou que a origem do conflito foram "um problema de natureza técnica respeitante à interpretação de uma disposição do Estatuto Orgânico em matéria de ratificação dos diplomas e liberdades do Governador" e a "tentativa da Assembleia, legítima (…) de alterar parte do diploma do Governador".

## Últimos anos e morte
Depois de deixar o cargo de governador de Macau, Almeida e Costa retirou-se da vida pública, tendo falecido na tarde de 25 de Julho de 2010, no Hospital da CUF, na freguesia de Prazeres em Lisboa, vítima de doença prolongada, a um dia de completar 78 anos. Está sepultado no Cemitério do Estoril em Cascais.

## Condecorações
- Cavaleiro de Grã-Cruz da Pontifícia Ordem Equestre de São Gregório Magno do Vaticano ou da Santa Sé (27 de Agosto de 1981);[10]
- Cavaleiro de Grã-Cruz da Ordem do Mérito da República Italiana de Itália (12 de Outubro de 1981);[10]
- Grã-Cruz da Ordem do Infante D. Henrique de Portugal (9 de Julho de 1985);[11]
- Grã-Cruz da Ordem da Liberdade de Portugal (1 de Outubro de 1985).[11]